# Гаррах, Ян

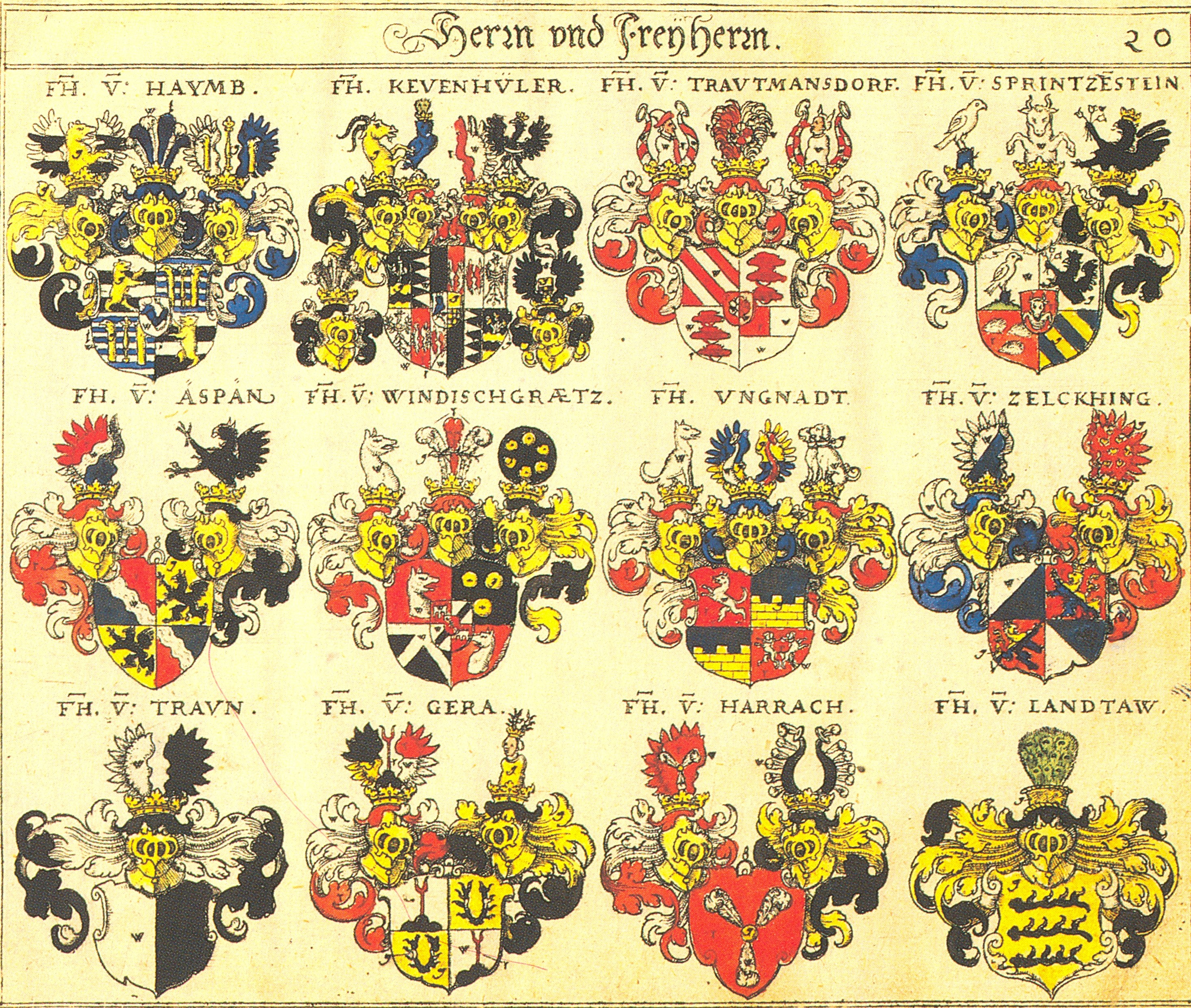
Семейный герб — второй справа в нижнем ряду «Fh. v: Harrach»

Ян Га́ррах — полное имя Ян Не́помук Фра́нтишек Га́ррах (чеш. Jan Nepomuk Frántišek Harrach), по-немецки: Иоганн Непомук Франц фон Гаррах (нем. Johann Nepomuk Franz von Harrach), (2 ноября 1828, Вена — 12 декабря 1909[…], Вена) — хозяин обширных владений в северной Чехии, политик и меценат из графского рода Гаррахов.

## Факты биографии
Родился в 1828 году в Вене и был наречён в честь св. Яна Непомуцкого — покровителя Праги и всей Чехии. Мать происходила из княжеского рода Лобковицев. К этому же роду принадлежала и первая супруга Яна Гарраха графиня Мария Маргарита (нем. Maria Margarethe von Lobkowicz), с которой они прожили в браке 14 лет (1856—1870) вплоть до её ранней кончины. Вторично Ян Гаррах женился в 1878 году на княжне Марии Терезе фон Турн-и-Таксис (нем. Maria Theresia von Thurn-Taxis), которая скончалась в 1908 году в фамильном австрийском замке Пругг (на год раньше мужа).
Так же, как и его отец Франтишек Гаррах (чеш.  Frántišek Harrach),
Ян Непомук Гаррах принадлежал к консервативным аристократическим кругам чешских патриотов, принимавших активное участие в культурной и общественной жизни страны. Вместе с отцом уже в 1848 году Ян Гаррах участвовал в Славянском конгрессе в Праге. Позднее он возглавил Общество по строительству пражского Национального театра, инициировал конкурс на лучшую чешскую оперу, в котором победил Бедржих Сметана, содействовал созданию Национального музея.
Как куратор культурно-просветительного общества Матица чешская Ян Гаррах поддерживал развитие национальной литературы, он и Карел Эрбен издали «Чешские народные песни и стихи» (1864). В течение нескольких лет Ян Гаррах субсидировал издание природоведческого журнала (чеш. Živa). Он никогда не был националистом и, разделяя взгляды старочехов, в своих публикациях выступал за сотрудничество между чехами и немцами.
Кроме того, он был широко известен как политический деятель. В 1870 году Яна Гарраха избрали в Государственный Совет Австро-Венгерской монархии — Рейхсрат, а с 1884 года он стал постоянным почётным членом парламента. В своём доме граф Ян Гаррах устраивал встречи чешских либералов с представителями богемской аристократии, чтобы подготовиться к совместным выступлениям в Императорском совете.
В 1909 году граф Ян Непомук Гаррах скончался в Вене. Прощальный торжественный ритуал с участием прибывших из Праги государственных лиц состоялся по месту фамильного захоронения — (склеп Гаррахов у Святого Креста) в чешской общине Горни Бранна.

## Владения в северной Чехии

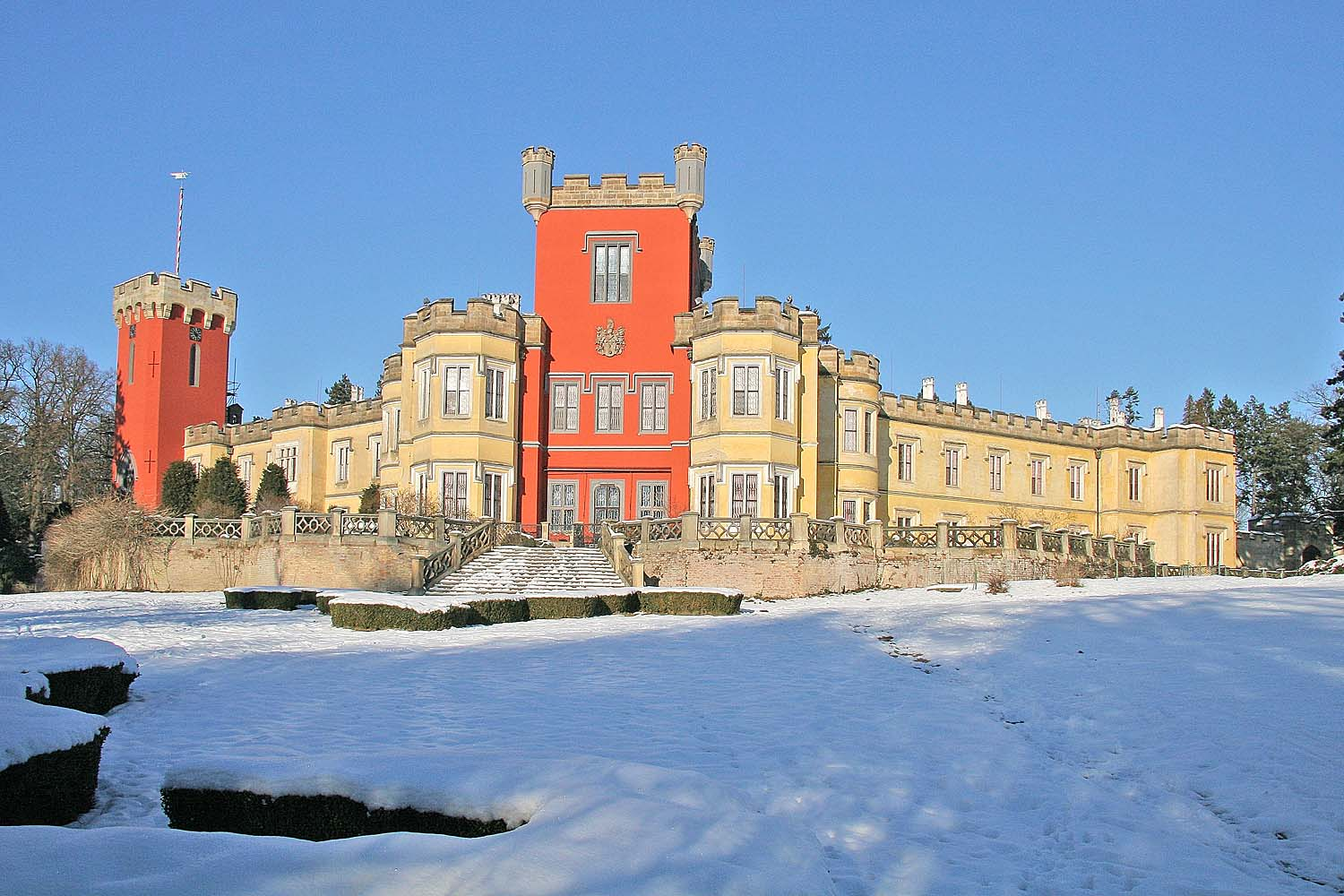
Замок Градек-у-Неханиц

Ян Гаррах славился своей любовью к горному туризму, развитию которого способствовал в своих владениях. Он был самым известным владельцем замка Градек-у-Неханиц в районе Градец-Кралове.
В 1892 году Ян Гаррах посетил всемирную выставку в Осло, где были представлены спортивные товары. Он решил, что лыжи могут облегчить лесорубам  перемещение зимой по лесу, поэтому отдал распоряжение приобрести несколько пар дорогих по тем временам лыж для персонала лесных хозяйств в Крконоше. Однако уже в 1895 году в Йилемнице появилась ассоциация лыжного спорта, а несколько лет спустя проведены первые лыжные соревнования. В Крконошском музее на территории фамильного замка Гаррахов в Йилемнице есть экспозиция, посвящённая графу Яну Непомуку Гарраху.